# Moschusbock
Der Moschusbock (Aromia moschata) ist eine Käferart und gehört zur Familie der Bockkäfer. Er ist der einzige Vertreter der Gattung Aromia, der in Europa heimisch ist. Der Name dieser Käferart ist auf ein stark moschusartig riechendes Sekret zurückzuführen, das die Tiere aus Hinterbrustdrüsen absondern können. Dieses wurde früher zum Parfümieren von Pfeifentabak verwendet.

## Merkmale
Die Imagines haben gewöhnlich eine Körperlänge von 13 bis 34 mm, einzelne Exemplare messen auch bis zu etwa 40 mm. Die Färbung ihrer metallisch glänzenden Körper variiert. Manche Moschusböcke schimmern kupfern oder bronzefarben, andere sind blauviolett oder grünlich. Bei den männlichen Tieren sind die Fühler länger als der Körper und das Pygidium von oben nicht zu sehen. Bei den weiblichen Tieren sind die Fühler kürzer als der Körper oder körperlang, zudem ragt das Pygidium von oben betrachtet deutlich unter den Flügeldecken (Elytren) hervor.
Die Augen der Moschusböcke umwachsen die Fühlerbasis von hinten, da die solide Verankerung der langen und kräftigen Fühler und die Muskulatur zu deren Bewegung viel Platz in Anspruch nehmen und den Augen nicht genug Raum geben, um sich in einer runden Form auszubilden. Der Halsschild der Moschusböcke ist bedornt. Beide Merkmale sind auf dem Detailfoto zu erkennen.

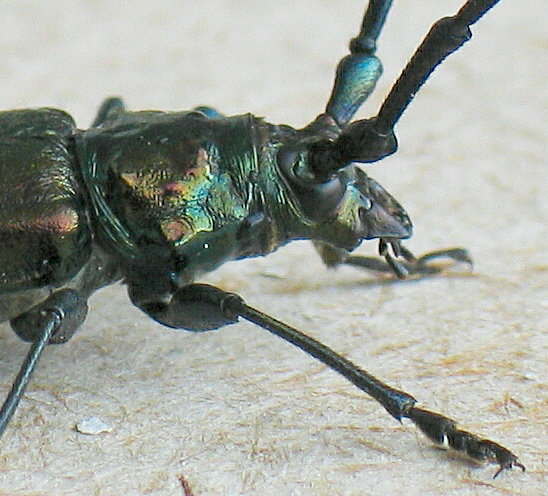
Kopf und Halsschild von der Seite
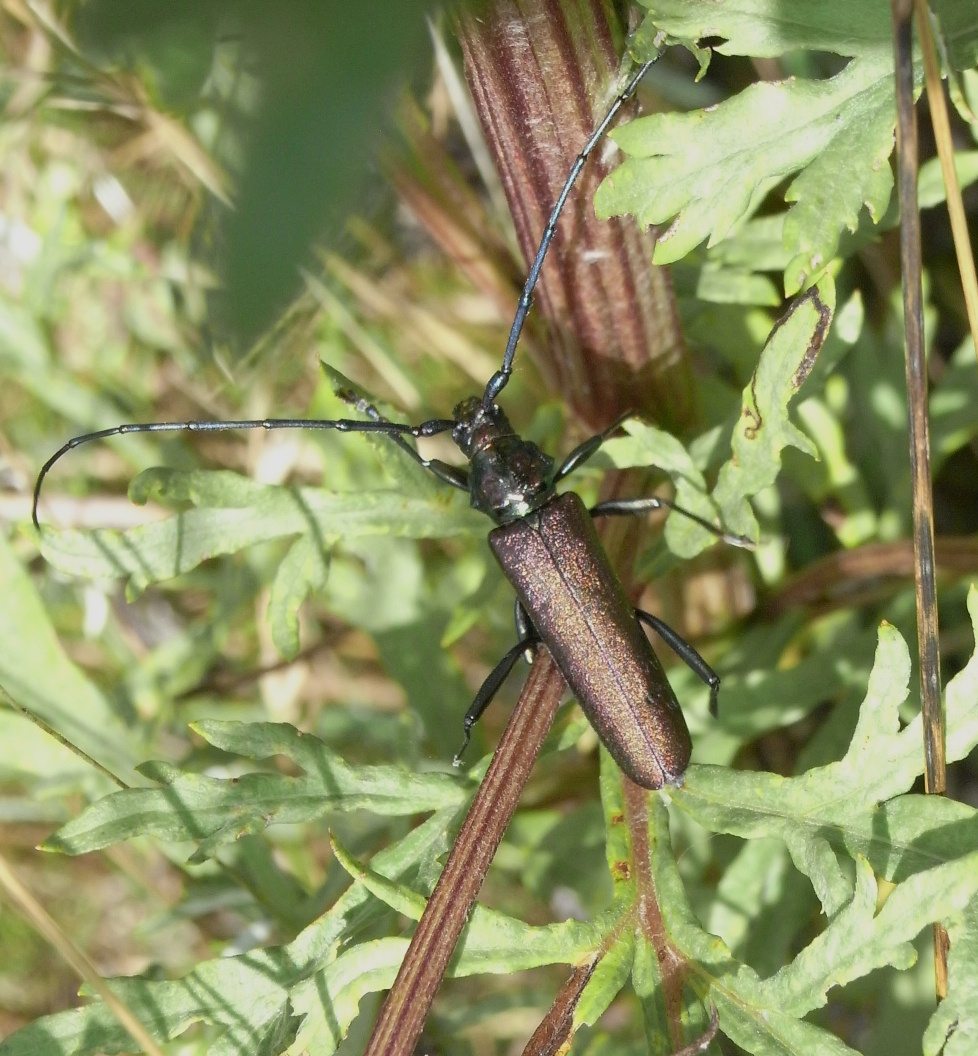
Bronzefarben schimmerndes männliches Tier
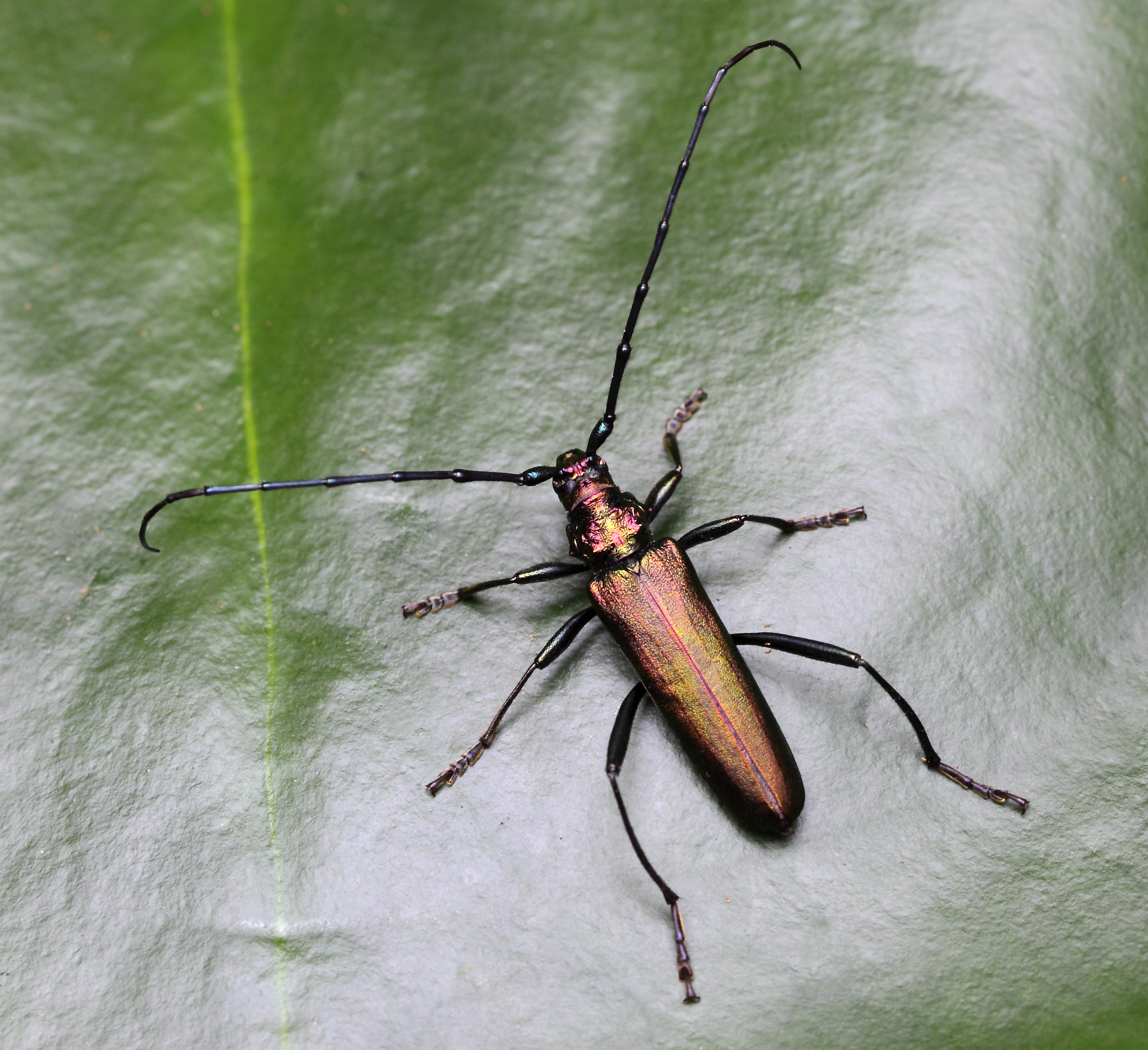
Moschusbock auf einem Seerosenblatt
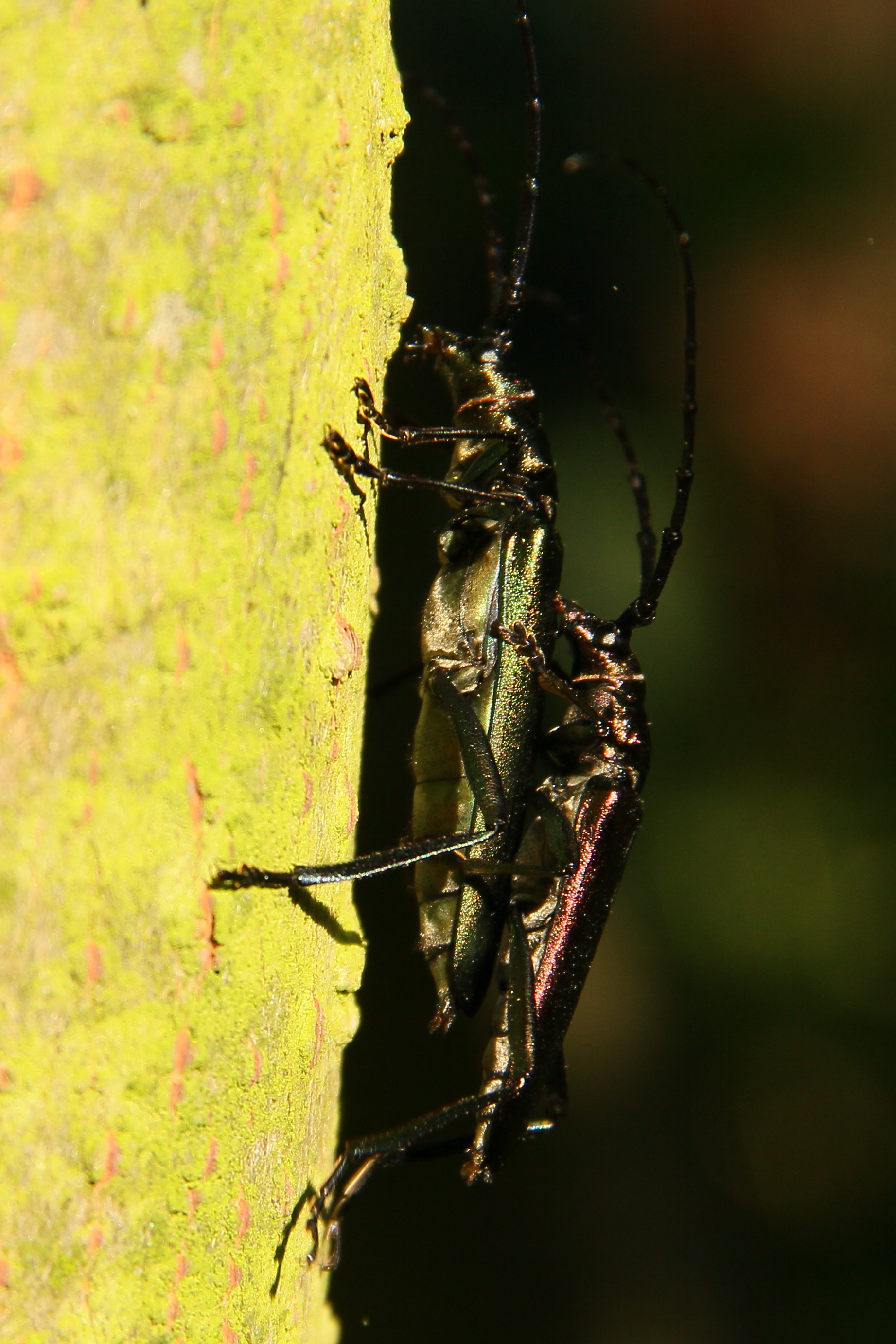
Moschusböcke bei der Paarung

Die Larven kommen in zwei morphologisch unterschiedlichen Ausprägungen vor. Larven vom Typ a zeichnen sich dadurch aus, dass sich ihre breiteste Stelle im Bereich des Prothorax befindet. Dahinter verengt sich die Körperform. Die Körperform von Typ b erscheint dagegen eher zylindrisch und kompakt. Auch bei den Mundwerkzeugen und in der Zeichnung des Pronotums (des vorderen Rückensegments) gibt es Unterschiede. Gemein sind ihnen die 3 Paar kurzer, aber noch klar als viergliedrig erkennbarer Beinchen und die hellgelbliche Körperfarbe. Verglichen mit den adulten Käfern sind die Larven vom Quarantäneschaderreger Aromia bungii schwerer zu unterscheiden.

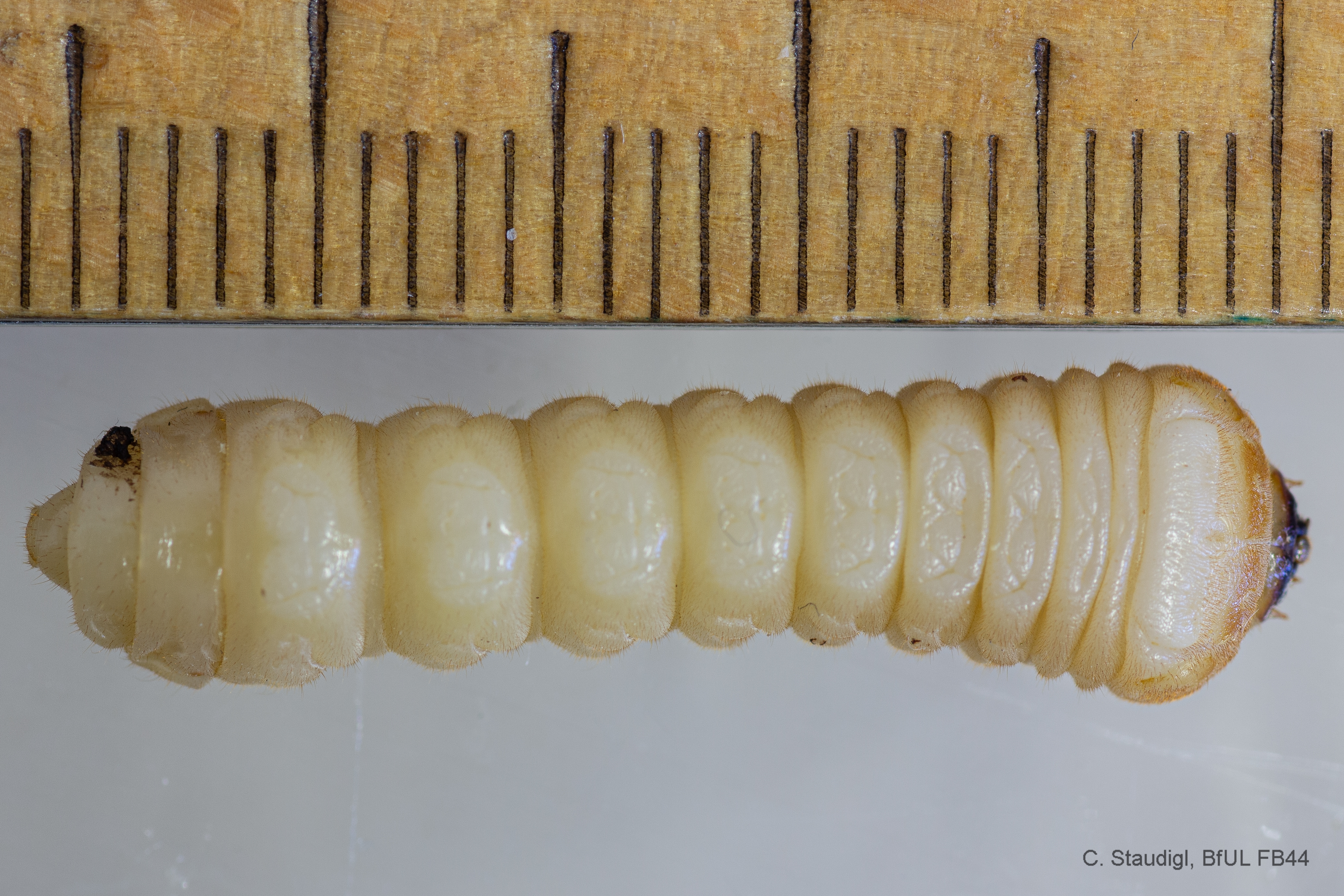
Dorsalansicht der ganzen Larve vom Typ a
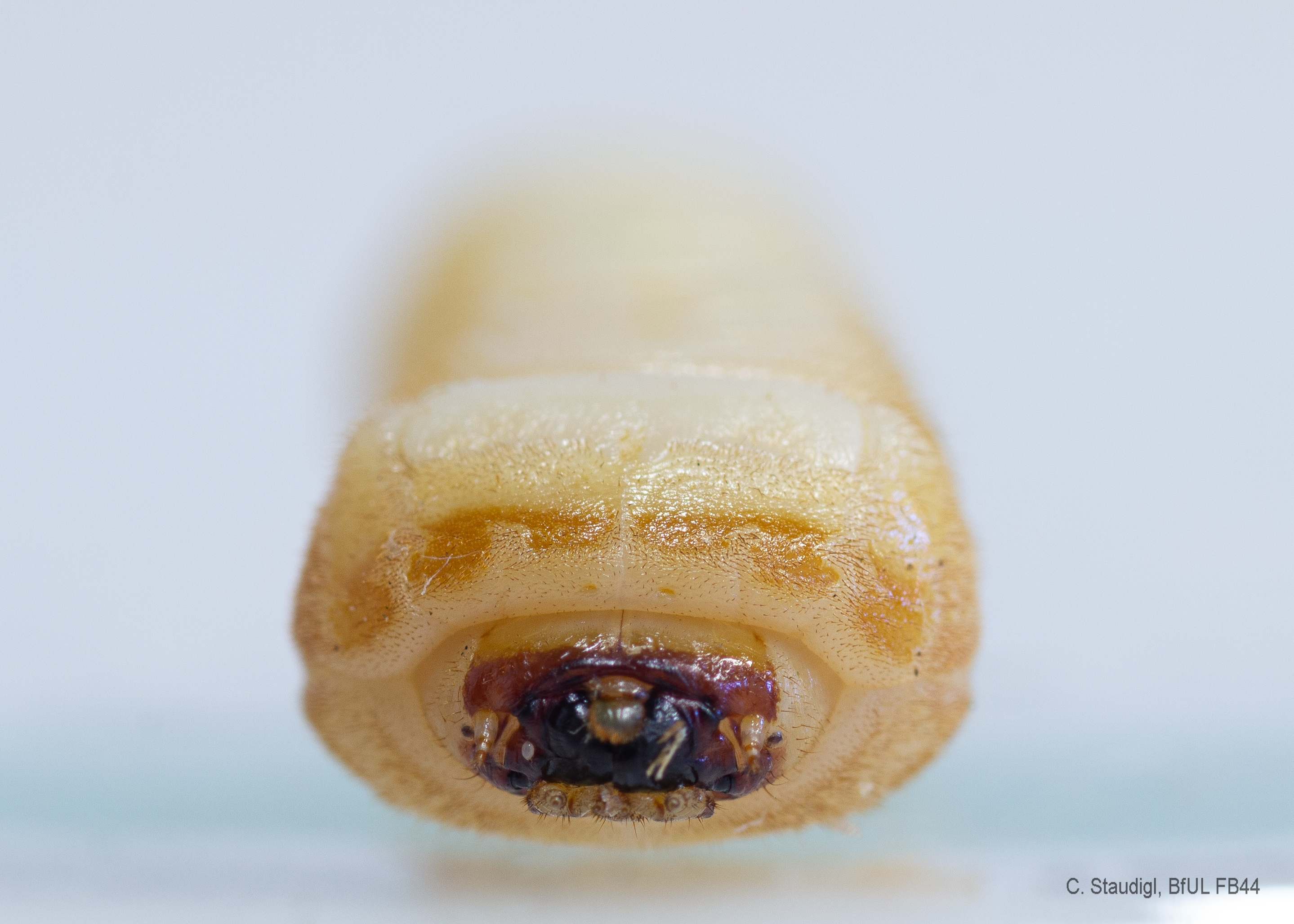
Dorsalansicht auf Kopf und Pronotum vom Typ a
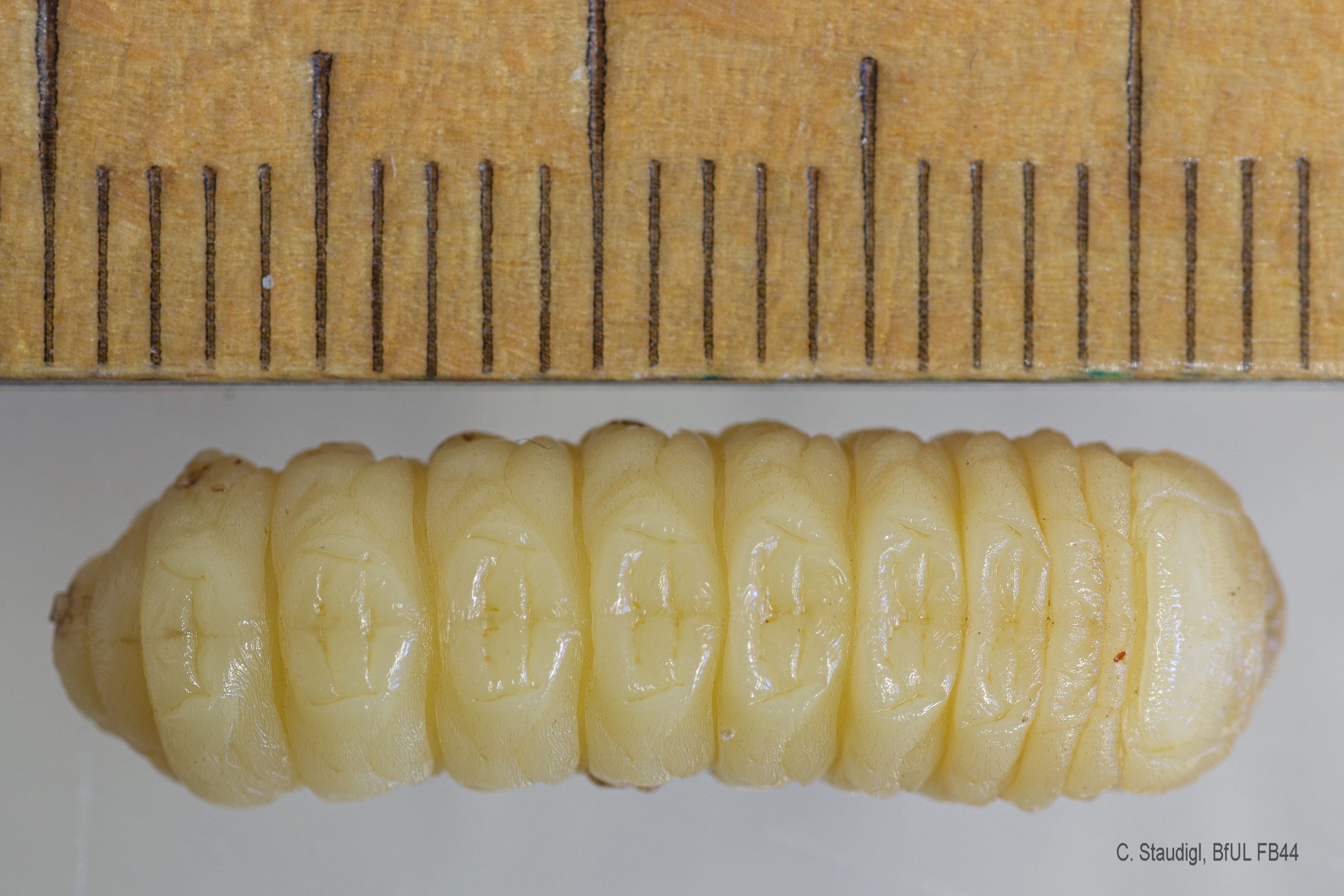
Dorsalansicht der ganzen Larve vom Typ b
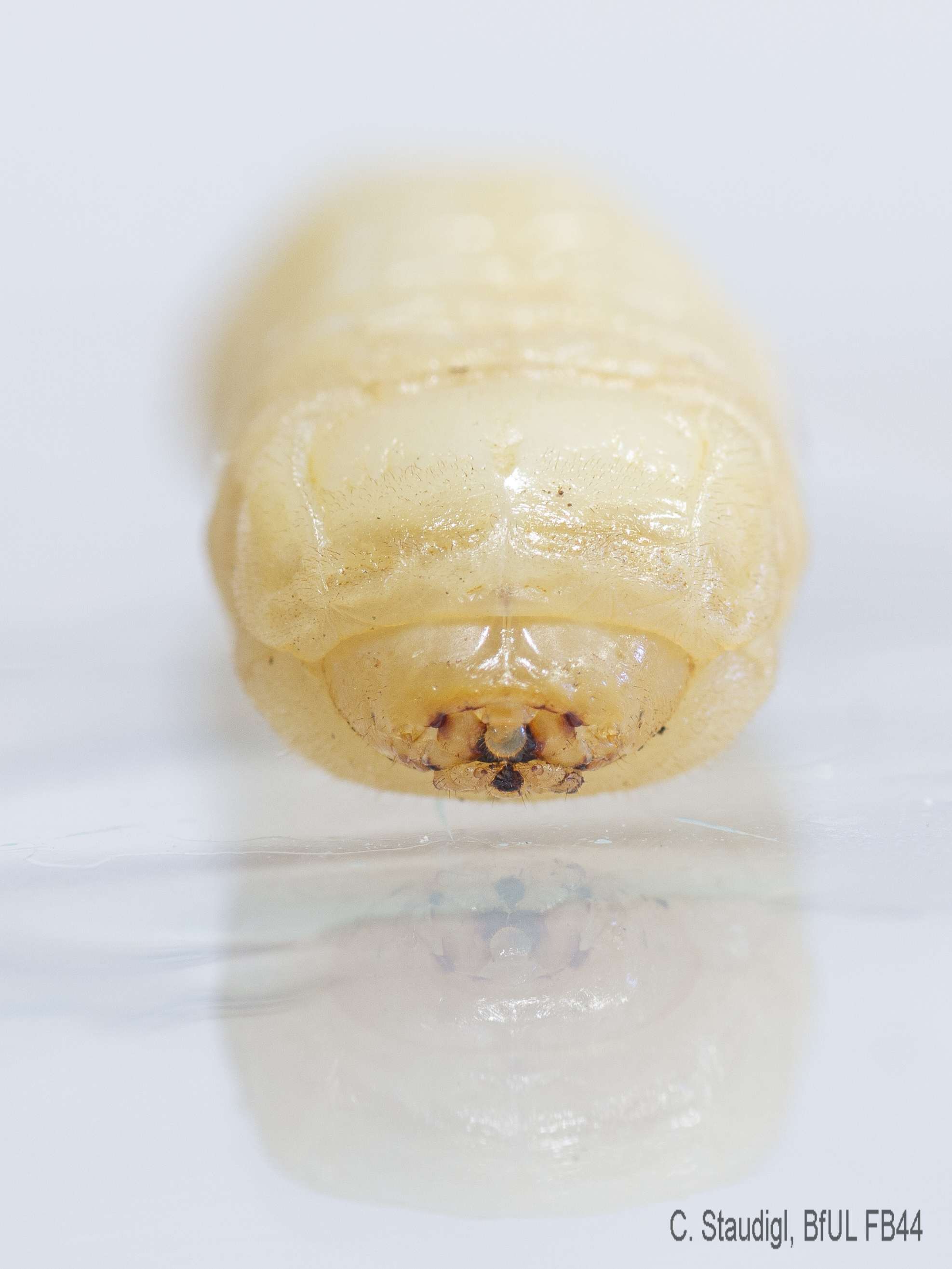
Dorsalansicht auf Kopf und Pronotum vom Typ b

## Lebensweise
Die Imagines ernähren sich von Pollen und ausfließenden Säften von Bäumen. Daher sind die Tiere unter anderem in Wäldern, insbesondere in totholzreichen Hartholz- und Weichholzauen, Gärten oder Parks auf Blüten anzutreffen. Dabei bevorzugen sie aufgrund ihrer Größe Blütendolden, wie etwa die vom Schwarzen Holunder. Die Imagines leben nur wenige Wochen im Sommer. Man findet die Käfer von Juni bis August auf ihren Brutbäumen in Höhen von 1 bis über 7 Metern. Vor allem Mitte bis Ende Juni schlüpfen die Käfer an heißen Tagen relativ gleichzeitig und sind dann gruppenweise in den späten Nachmittags- und Abendstunden beim Umherwandern auf dem Stamm zu sehen. Hier findet auch die Paarung und die Eiablage statt. Während dieser Phase werden die Brutbäume oft gezielt von Spechten sowie von Rabenvögeln wie Eichelhähern, Elstern und Rabenkrähen aufgesucht, sodass einige dieser Käfer jenen Vögeln zum Opfer fallen. Fühlt sich ein Moschusbock bedroht, lässt er sich sofort mit geöffneten Flügeln fallen und sucht am Fuß des Stammes hektisch nach Versteckmöglichkeiten. Wird er festgehalten, so gibt er quietschend-zirpende Abwehrlaute von sich (siehe Stridulation).

## Larvalentwicklung
Wenige Tage nach der Paarung suchen die Weibchen den Stamm der Brutbäume vom Boden bis zu den dickeren Ästen in mehreren Metern Höhe nach geeigneten Stellen zur Eiablage ab. Dabei werden unregelmäßige Stellen wie Risse in der Borke oder Verwerfungen im Astgabelbereich bevorzugt, wobei das Weibchen während des Laufens mit dem Ovipositor (Legeröhre) die Rinde abtastet und gelegentlich stehen bleibt, um potentielle Ablagestellen genauer zu untersuchen. Wurde eine passende Stelle gefunden, verharrt das Weibchen einige Zeit und klebt ein circa 3 mm langes schmales, grüngelbes Ei hinein, das anschließend schnell aushärtet. Die Larven des Moschusbocks benötigen für ihre Entwicklung zum adulten Käfer zwei bis drei Jahre. In dieser Zeit ernähren sie sich xylobiont bevorzugt von Weidenholz. Aber auch andere Weichhölzer wie Pappeln oder Erlen dienen als Brutbäume. Besonders häufig geschieht die Eiablage auf älteren, bereits anbrüchigen Bäumen. Ein ideales Habitat für diese Käferart sind Kopfweiden. Aber auch Auwälder und Erlenbrüche sind hervorragende „Kinderstuben“ für den Moschusbock.

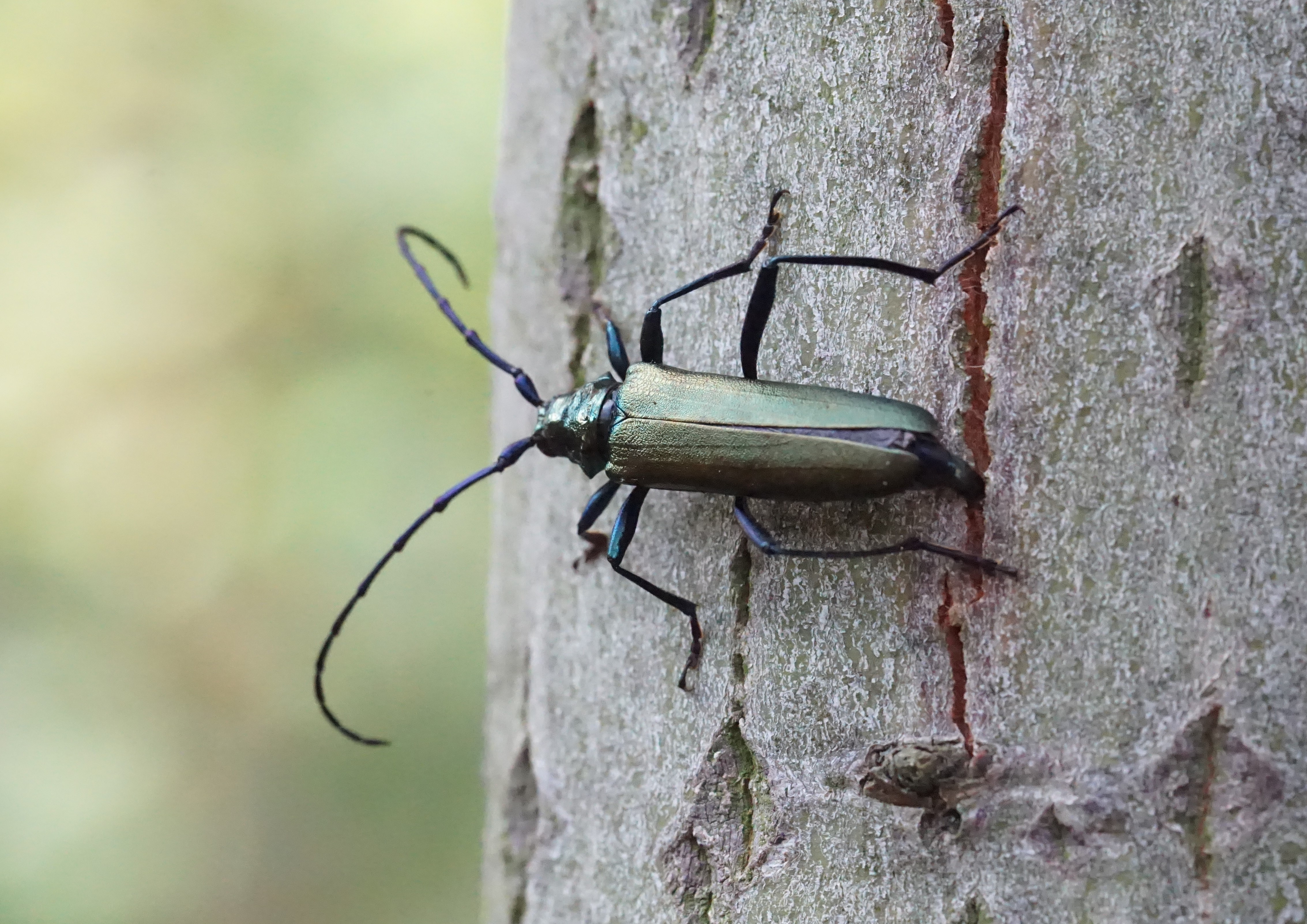
Das Weibchen legt nach langem Testen am Abend eines sonnigen,  heißen Tages ein Ei in den Riss der Borke einer Sal-Weide. Dieser Ast in 5 Metern Höhe hat einen Durchmesser von 15 cm.
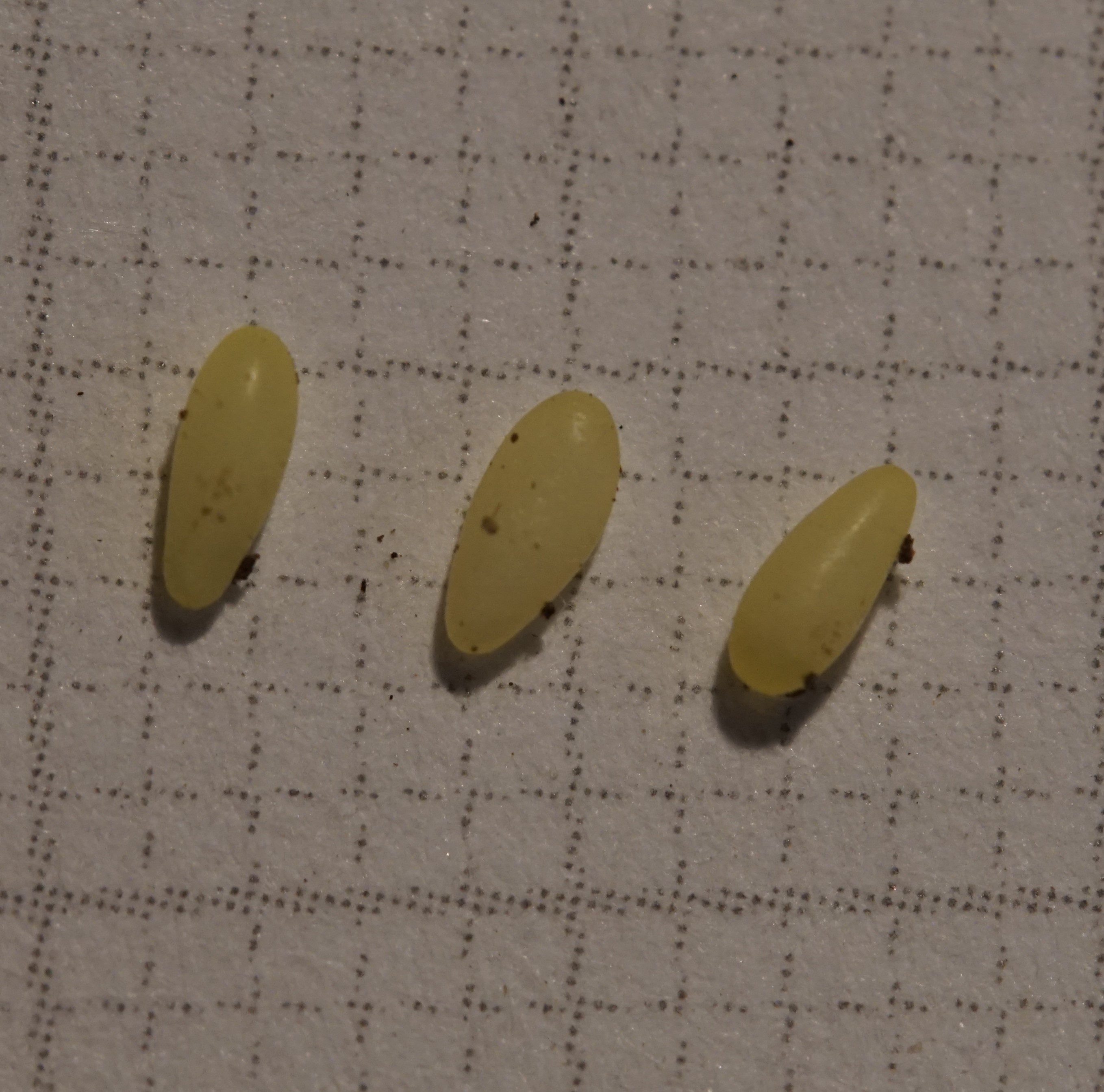
Die hellgrün-gelblichen Eier sind 3 mm lang und an der dicksten Stelle circa 1,5 mm breit.

## Vorkommen
Die Käfer sind in ganz Europa und in den gemäßigten Zonen Asiens zu finden.

## Lebensraum, Gefährdung, Schutz

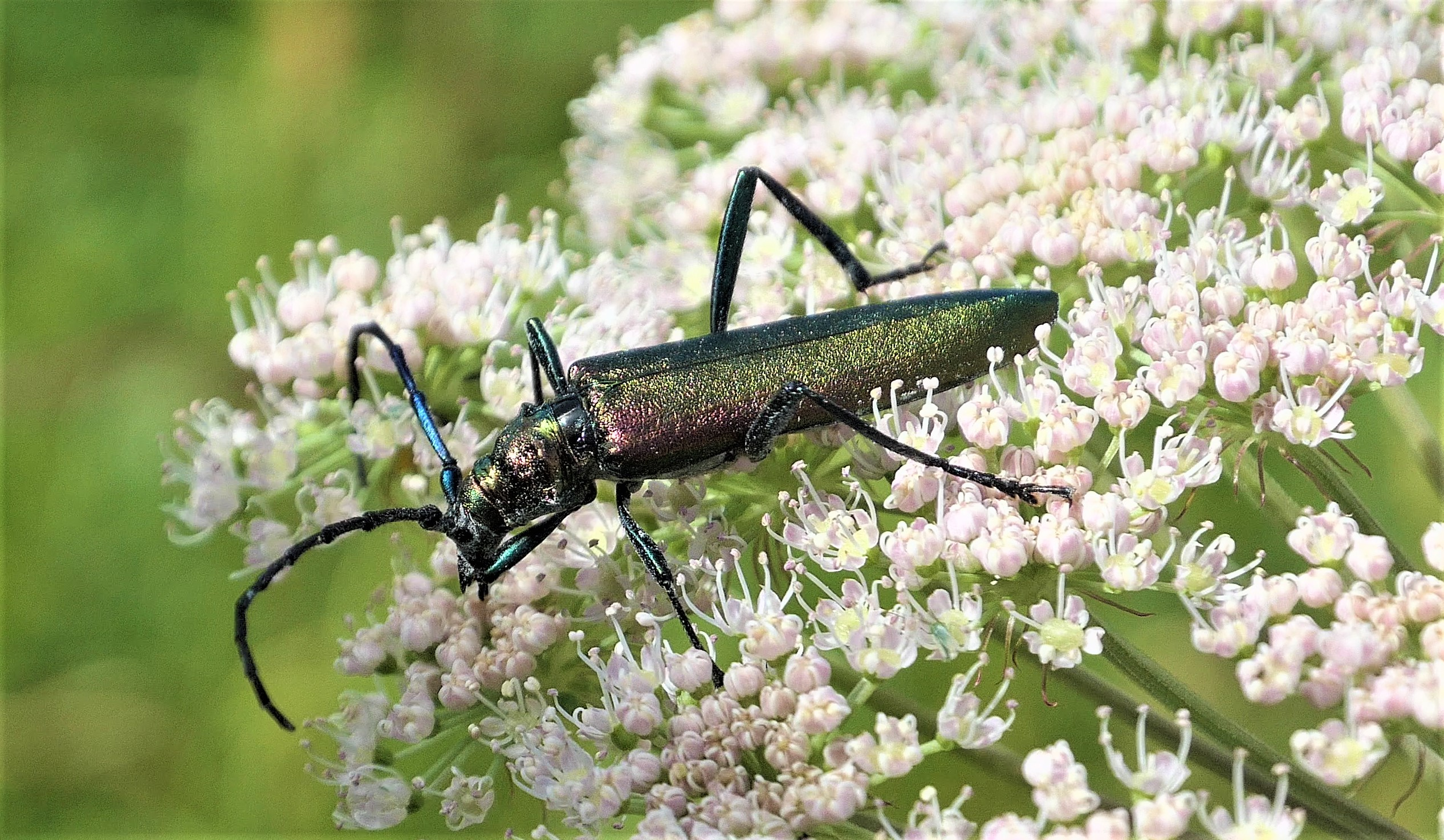
Moschusbock auf einer Blütendolde

Aufgrund des Rückganges von Erwerbszweigen wie der Korbflechterei ist die Pflege und Bewirtschaftung der Kopfweiden stark zurückgegangen. Durch Entwässerung und intensive forstwirtschaftliche Nutzung verbleiben auch immer weniger Auwälder und Erlenbrüche, in denen sich die Larven entwickeln können. Diese Faktoren haben zu einem merklichen Rückgang des Bestandes geführt. Dem Moschusbock wurde daher gemäß Bundesnaturschutzgesetz und Bundesartenschutzverordnung der Schutzstatus „besonders geschützt“ eingeräumt. Naturschutzorganisationen, wie beispielsweise der NABU oder der BUND, pflegen noch vorhandene Kopfweidenbestände, um unter anderem dem Moschusbock ein Überleben zu sichern. Hilfreich ist auch, wenn auf den sofortigen Einschlag von kränkelnden Bäumen – beispielsweise Pappeln – verzichtet wird und Wälder nicht allzu reinlich vom Totholz befreit werden.

## Anmerkung
1. ↑  Der Asiatische Moschusbockkäfer (Aromia bungii) ist ein gefährlicher Baumschädling, der nach Italien und Süddeutschland eingeschleppt wurde.